# Fort Minor
Fort Minor è stato un progetto parallelo alternative hip hop fondato verso la fine del 2004 da Mike Shinoda, rapper del gruppo musicale statunitense Linkin Park.

## Storia del gruppo

### The Rising Tied(2004-2006)
Il 4 marzo 2005 Mike Shinoda annunciò in un'intervista concessa ad MTV che avrebbe lavorato a un album solista, descritto come «non prettamente hip hop ma neanche rock. Per i fan che apprezzano solamente il lato rock dei Linkin Park, spero vi piaccia, ma non si sa mai». Successivamente rivelò in una seconda intervista ad MTV che avrebbe impiegato il nome "Fort Minor" per il suo progetto hip hop.
Dopo aver annunciato la presenza nell'album di numerosi artisti appartenenti perlopiù alla scena hip hop, quali Common, Black Thought dei The Roots, Eric Bobo dei Cypress Hill e gli Styles of Beyond il 4 ottobre 2005 il gruppo pubblicò il doppio singolo Petrified/Remember the Name, seguito il 30 dello stesso mese dal mixtape Fort Minor: We Major. Entrambe le pubblicazioni anticiparono il primo album in studio The Rising Tied, uscito 22 novembre 2005 dalla Machine Shop Recordings, etichetta fondata da Shinoda.
Dall'album vennero estratti altri due singoli: Believe Me e Where'd You Go; quest'ultimo raggiunse la quarta posizione della classifica statunitense dei singoli e fu certificato disco di platino dalla RIAA.

### La pausa (2007-2014)
Dopo il 2007, Shinoda non parlò più del progetto Fort Minor sino al mese di maggio 2011, quando nel corso di una videochat riservata agli iscritti al fan club dei Linkin Park ha affermato che in quel momento non ci sono progetti per la realizzazione di un secondo album dei Fort Minor. Tuttavia, due anni più tardi, con la pubblicazione dell'album di remix dei Linkin Park Recharged, Ryu degli Styles of Beyond afferma nel remix del brano di Skin to Bone che «passiamo alla fase due. La missione non è ancora finita, sono stato su Internet sentendo i fan discutere e forse dovremmo considerarlo [il progetto]».
In un'intervista di settembre 2014, Shinoda ha rivelato che «c'è una chiara possibilità che ci sarà nuovo materiale dei Fort Minor in futuro. E, qualsiasi cosa sia, quando accadrà, non voglio che suoni come l'ultimo album... Mi piace mantenere le cose in movimento».

### Welcome(2015)
Nel marzo 2015 Shinoda ha creato account Twitter e Instagram per il progetto parallelo, nei quali ha caricato varie immagini oscurate. Due mesi più tardi, il talk show Conan ha annunciato una loro esibizione per il 22 giugno 2015, mentre il 21 dello stesso mese è stato annunciato ufficialmente il ritorno dei Fort Minor attraverso la pubblicazione di un singolo inedito, intitolato Welcome e reso disponibile inizialmente per il download gratuito.
In seguito a ciò, Shinoda ha intrapreso un breve tour atto alla promozione del singolo, tenendo una prima data al The Exchange di Los Angeles il 29 giugno 2015 per poi esibirsi in alcune località dell'Europa tra agosto e settembre dello stesso anno.

## Discografia

### Album in studio
- 2005 – The Rising Tied

### Mixtape
- 2005 – Fort Minor: We Major

### Extended play
- 2006 – Sessions@AOL

### Singoli
- 2005 – Petrified/Remember the Name (con gli Styles of Beyond)
- 2005 – Believe Me (con Eric Bobo e gli Styles of Beyond)
- 2006 – Where'd You Go (con Holly Brook e Jonah Matranga)
- 2015 – Welcome

## Videografia

### Album video
- 2006 – Fort Minor Militia

### Video musicali
- 2005 – Petrified
- 2005 – Remember the Name
- 2005 – Believe Me
- 2006 – Where'd You Go
- 2015 – Welcome